# 오겐친레도제

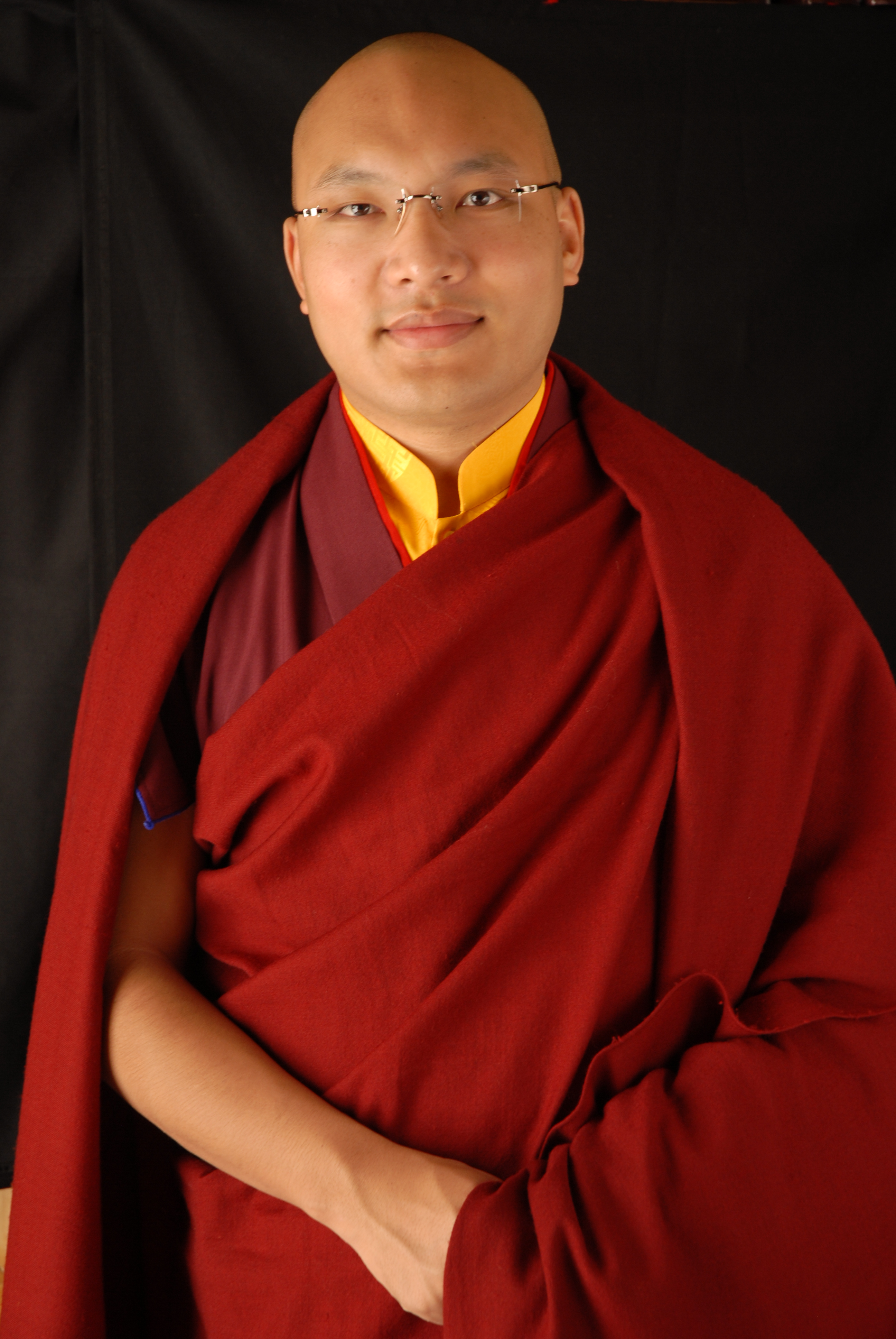
제17대 까마빠 오겐친레도제

오겐친레도제(རྒྱལ་བ་ཀརྨ་པ་ཨོ་རྒྱན་འཕྲིན་ལས་རྡོ་རྗེ།, Ogyen Trinley Dorje, O-rgyan 'Phrin-las Rdo-rje, 1985년 7월 26일 ~ )는 티베트 불교 까귀파 까마까귀 흑모파의 제17대 까마빠이다. 참도 북쪽 한 유목민 천막에서 태어났다. 1992년 6월 15일에 취푸 사원으로 왔고, 6월 27일에 티베트 자치구 인민정부에서 대표단 40명을 보내 축하해 주었으며, 9월 27일에 정식으로 등극했다.
까마빠는 어릴 때부터 조숙했다. 1994년 처음으로 중국으로 여행을 갔고, 10월 1일에 베이징에서 장쩌민과 리펑을 만났는데, '중국 정부는 나를 정치적으로 이용하려는 것 같다.'라고 생각했다.
1998년 여름, 취푸 사원 승려들이 칼을 지닌 괴한 2명이 사원 도서관 담요 밑에 숨어 있는 것을 발견해 때려 잡았고, 경찰에 넘겼는데 제대로 조사하지도 않았다.
까귀는 입으로 전한다는 뜻이므로 가장 중요한 가르침은 기록하지 않고 입으로만 전한다. 까마빠에게 가장 중요한 가르침을 전해 줄 수 있는 시뚜린포체는 인도에 있었으므로, 까마빠는 인도여행을 요청했으나 티베트 자치구 인민정부가 허락하지 않았다. 대신 한 중국인 관리가 까마빠에게 "당신이 18살이 되면 중국 정부는 더 많은 관심을 보일 것입니다."라고 말했다. 까마빠는 자신이 18살이 되면 평소 베이징에서 살아야 하며, 중국공산당의 꼭두각시가 될 것임을 깨달았다.
1999년에 까마빠가 두 번째로 중국을 방문했다. 이때 베이징에서 빤첸 라마 기알첸 노르부가 까마빠에게 "당신과 나는 협력해서 조국(중국)의 발전과 불법의 중흥을 위해 일해야 합니다."라고 말했다. 까마빠가 베이징에 있는 동안 중국 기자들이 열심히 취재를 했는데, 한 기자가 까마빠에게 빤첸 라마를 처음으로 만나보니 느낌이 어떠하냐고 물었다. 까마빠는 "만일 빤첸 라마가 아미타불의 화신이라면 그는 훌륭한 라마임이 틀림없습니다. 그리고 말이 나왔으니 말인데, 튀쿠는 세 가지 품성 지식, 근면, 바른 행동을 갖춘 사람입니다. 나아가 튀쿠는 부처님의 가르침을 열심히 따르고 승가의 발전을 위한 정열을 갖고 있어야 합니다."라고 노련하게 대답했다.
까마빠는 하루하루가 불안했고, 1999년 11월 초에 취푸 사원으로 돌아와 날마다 두 번씩 열심히 설법했다. 동시에 자신의 탈출을 도와줄 동지들을 은밀히 포섭했다. 1999년 12월 28일 밤 10시 30분에 까마빠는 민간인 복장을 하고 다른 동지 4명과 함께 지프를 타고 취푸 사원을 빠져나갔다. 이들은 12월 30일 무스탕을 거쳐 네팔로 들어갔고, 3일 만에 네팔을 관통하여 2000년 1월 4일에 인도 델리에 도착했으며, 1월 5일 아침에 다람살라에 도착했다. 이 소식이 해외로 전해지자 전 세계 티베트 불교 신자들이 환호했다. 제14대 달라이 라마와 까마빠는 손을 잡고 이마를 맞대며 뜨겁게 감격했다.
현재 까마빠는 시킴 룸텍 사원에 있다. 중국어를 잘하기 때문에 설법을 듣기 위해 룸텍으로 오는 홍콩 사람, 타이완 사람, 화교들이 많고, 영어도 잘한다. 또한 까마빠는 한국어도 공부하고 있다. 2007년 12월 3일, 까마빠는 한국인들에게 "저는 지금 한국어를 공부하고 있습니다. 그래서 가까운 미래에 한국 역사와 문화를 깊이 이해하고 싶습니다. 저는 미래에 여러분을 이롭게 하고자 진심으로 기도합니다."라는 메시지를 보냈다.
| 전 임 랑중릭빼도제 | 제17대 까마빠 1992년 ~ | 후 임 (현임) |

## 같이 보기
- 까귀파